# Истребитель немецких захватчиков (бронепоезд)
Бронепоезд «Истребитель немецких захватчиков» — советский бронепоезд (бепо) типа ОБ-3 времён Великой Отечественной войны.

## История
Бронепоезд № 2 33-го отдельного дивизиона бронепоездов «Истребитель немецких захватчиков» строился в депо Ртищево, и в основном закончен к 28 февраля 1942 года, после чего бронепоезд направили на Мичуринский паровозоремонтный завод для установки вооружения.
Бронепоезд состоял из бронепаровоза Ов (броня незакалённая 30 мм, будка машиниста и командирская рубка 40 мм, башня ПВО 15 мм, вооружение — пулемёт ДШК) и бронеплощадок № 980, 981, 982 и 983 (броня незакалённая, борта 15 + 15 мм с воздушным зазором 80 мм, ходовой части 20 мм, башни 15 + 10 мм, вооружение каждой 76-мм танковая пушка Л-10, 5 пулеметов ДТ).
21 апреля — 1 мая 1942 года бронепоезд прибыл в Москву. В Москве получена зенитная бронеплощадка завода «Стальмост» с двумя пулеметами ДШК.
25 мая 1942 года 33-й дивизион по приказу начальника Главного автобронетанкового управления Красной Армии убыл на Сталинградский фронт по маршруту Москва — Кочетовка — Грязи — Рымарово — Поворино — Ртищево — Саратов где 8 августа был задержан, и только через 20 дней направлен в Астрахань, куда прибыл 5 сентября. 10 сентября, во время переправы через Волгу, «немцы начали бомбить переправу, и бронепоезда, находясь в расчлененном виде на баржах, долгое время плавали по Волге, ведя огонь из всех видов оружия».
В тот же день 33-й дивизион получил приказ — совместно с 30-м дивизионом бронепоездов и 47-й железнодорожной бригадой «обеспечить железную дорогу Астрахань — Кизляр». Для этого были оборудованы опорные пункты, а бронепоезда вели охранение передвижением вдоль железной дороги, 33-й дивизион — участок Астрахань — Зензели. Только за 20 дней сентября немецкая авиация совершила 195 авианалетов на охраняемый бронепоездами участок. С 10 октября 33-й дивизион поступил в распоряжение 52-й стрелковой бригады и передислоцировался на станцию Басы с прежней задачей — прикрытие железной дороги от атак с воздуха. 22 ноября отражая атаку четырёх немецких самолётов, бронепоезда огнём сбили один самолёт.
На основании распоряжения начальника Главного бронетанкового управления РККА от 5 декабря 1942 года бронепоезд получил новый номер 670.
К 18 марта 1943 года бронепоезд в составе 33-го дивизиона прибыл на станцию Линейная, 15 апреля убыл в Моздок, а оттуда 9 мая — на станцию Невинномысская. 20 мая по приказу командующего бронетанковыми и механизированными войсками Южного фронта 33-й дивизион вошёл в 51-ю армию, и с 25 мая выполнял задачи по охране железной дороге Ворошиловград — Лутугино — Лихая.
8—11 июля 1943 года по приказу штаба 51-й армии бронепоезд произвёл несколько огневых налетов по позициям противника у станции Каракаш, а затем действовал на железной дороге Ворошиловград — Менчекур — Лутугино — Глафировка.
По приказу командующего БТиМВ Южного фронта от 11 сентября 1943 года бронепоезд в составе дивизиона отправился для перевооружения на Канашский вагоноремонтный завод (убыл со станции Семейкино 25 сентября).

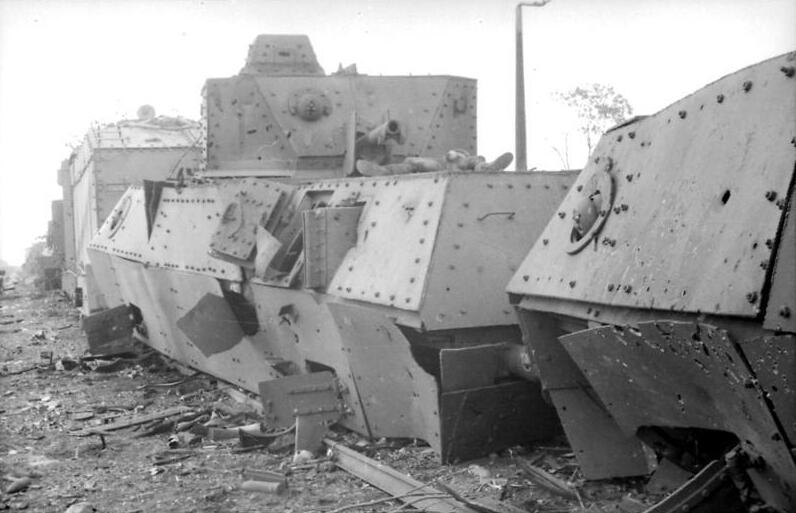
Повреждённый немецкими бомбами бронепоезд типа ОБ-3. 1942 год

Из-за задержки работ по бронепоезду № 670 (помимо перевооружения, требовал ремонта), командир дивизиона получил приказ принять от 23-го дивизиона бронепоезд № 665 (бывший № 2) в составе бронепаровоза Оп, четырёх бронеплощадок и зенитной бронеплощадки. Бронепоезд № 665 прибыл 17 ноября 1943 года, в это время дивизион располагался на станции Волноваха.
14 июля — 8 сентября 43-й отдельный дивизион бронепоездов доукомплектован и получил бронепоезд № 650 (типа ОБ-3, бронепаровоз, бронеплощадки № 980, 981, 982, 983 с пушками Ф-34 и зенитная бронеплощадка завода «Стальмост», бывший бронепоезд N 670 «Истребитель немецких захватчиков» из 33-го отдельного дивизиона бронепоездов).
На основании приказа командующего бронетанковыми и механизированными войсками Красной Армии маршала бронетанковых войск Я. Н. Федоренко от 8 сентября 1944 года 43-й дивизион убыл в 50-ю армию 2-го Белорусского фронта и 22 сентября дивизион придали 81-му стрелковому корпусу с дислокацией на станциях Моньки и Кнышин (железная дорога Белосток — Осовец). 15 октября — 1 ноября 1944 года бронепоезда произвели 15 артиллерийских налётов по немецким позициям, израсходовав 679 снарядов и уничтожив 2 миномёта, 3 блиндажа, 2 автомашины, до 60 домов, превращенных немцами в огневые точки и подавив 3 артиллерийские батареи.
7 октября в 50-ю армию прибыл 40-й отдельный дивизион бронепоездов, который вместе с 43-м дивизионом объединили в группу бронепоездов под общим командованием командира 43-го дивизиона. В конце декабря 1944 года группа, приданная 69-му стрелковому корпусу, поддерживала огнем наши части. 20—21 января 1945 года 43-й дивизион, приданный 324-й стрелковой дивизии, уничтожил несколько немецких пулемётных огневых точек и блиндажей.
Через три дня дивизион сосредоточился на станции Старосельцы (в 3 километрах от Белостока), 13 февраля его вывели из 50-й армии в резерв 2-го Белорусского фронта, а 15 марта — в резерв Верховного Главнокомандования. 1 апреля 1945 года 43-й дивизион прибыл в Москву на станцию Люблино. Летом дивизион передислоцировали на станцию Ундол, где 1 декабря 1945-го — 5 января 1946 года расформирован на основании директивы Генерального Штаба. Матчасть передали на базу имущества управления бронепоездов и бронемашин Главного бронетанкового управления РККА.
Бронепоезд «Истребитель немецких захватчиков» — № 670 был одним из шестидесяти пяти бронепоездов типа ОБ-3, сделанных из «подручных» материалов и вооружения по директиве народного комиссара обороны от 29 октября 1941 года в тяжёлый период Великой Отечественной войны.

## Память
В 2015 году в серии «К 70-летию Победы в Великой Отечественной войне. 1941—1945 гг. Бронепоезда» была выпущена почтовая марка с изображением бронепоезда «Истребитель немецких захватчиков». Дополнительно к этому выпуску почтовых марок Федеральным государственным унитарным предприятием Издательский центр «Марка» изданы художественные обложки, маркированные карточки и художественные маркированные конверты, посвящённые бронепоездам.

### Сноски
1. ↑  Сокращение утвeрдилось ещё со времён Гражданской войны в России, как лучше передающееся по телефону при шумах — выстрелах, взрывах и так далее